# Лучший из лучших 4: Без предупреждения
«Лучший из лучших 4: Без предупреждения» (англ. Best of the Best 4: Without Warning) — американский остросюжетный боевик 1998 года, продолжение ленты «Лучшие из лучших 3» (1995) и заключительный фильм серии, начатой с ленты «Лучшие из лучших» (1989). Как и в третьем фильме, режиссёром и исполнителем главной роли выступил Филлип Ри, который также написал сценарий совместно с Фредом Викарелом (дебютировавшим в качестве сценариста) и традиционно стал продюсером вместе с Питером Э. Штрауссом, работавшим с Ри над всеми фильмами серии. В остальных ролях снялись Эрни Хадсон, Тобин Белл, Туре Рифенштейн, Джессика Коллинз, Пол Глисон, Арт Лафлёр, Свен-Оле Торсен, Джессика Хуанг, Крис Леммон и другие актёры. Хотя брат Филлипа, Саймон Ри, как и в предыдущей ленте, не был задействован в качестве актёра, он выступил постановщиком экшн-сцен в четвёртом фильме подряд. На должность оператора был приглашён Майкл Д. Маргулис, номинант на премию «Эмми» 1991 года.
По словам Филлипа Ри в интервью изданию The Action Elite в 2015 году и Скотту Эдкинсу в 2020 году, поводом для создания четвёртого фильма стал внезапный звонок от братьев Боба и Харви Вайнштейнов, основателей компаний Dimension Films и Miramax Films: несмотря на то, что Ри не имел ни того вдохновения, которое было в период работы над тремя предыдущими лентами, ни даже какой-либо идеи для возможного продолжения серии, Вайнштейны, весьма удовлетворённые результатами третьей ленты, уговорили его создать следующий фильм с нуля во что бы то ни стало. Взамен Ри получил полную свободу действий во время производства и внушительный гонорар, от которого он попросту не смог отказаться.

## Сюжет
Русская мафия крадёт компьютерный диск, принадлежащий Государственному казначейству США, и угоняет целый грузовик со специальной бумагой, на которой печатаются американские доллары. Однако драгоценный диск случайно попадает в руки Томми Ли, который, ни о чём не подозревая, становится для русских гангстеров мишенью номер один. Стремясь вернуть диск любой ценой, бандиты похищают дочь Томми.

## В ролях
- Филлип Ри — Томми Ли
- Эрни Хадсон — детектив Греско
- Тобин Белл — Лукаш Слава
- Туре Рифенштейн[англ.] — Юрик Слава
- Джессика Коллинз — Карина
- Крис Леммон — детектив Джек Джарвис
- Пол Глисон — отец Гил
- Арт Лафлёр — Джулс
- Свен-Оле Торсен — Борис
- Джессика Хуанг — Стефани, дочь Томми
- Джилл Ричи — Мики
- Илья Волох — Илья
- Гарретт Уоррен — Виктор
- Дэвид «Шарк» Фралик — Олег
- Эми Ри — жена Томми

## Прокат
Впервые в США лента была выпущена на VHS-кассетах 20 октября 1998 года компаниями Buena Vista Home Video и Dimension Home Video, а выпуск на DVD-дисках состоялся в 2000 году. В немецкой VHS-версии фильма был сокращён и удалён ряд жестоких экшн-сцен, из-за чего монтаж и хореография выглядели в ней менее качественно по сравнению с оригиналом и подверглись критике со стороны местных изданий.

## Реакция
Фильм получил в целом смешанные оценки рецензентов. В большинстве отзывов он подвергся критике за клишированность и стереотипность сценария, а также минимальную связь с предыдущими лентами серии, но при этом был положительно отмечен за неизменно убедительное исполнение главной роли Филлипом Ри, яркий актёрский состав и эффектные боевые сцены и трюки. В 2020 году издание Screen Rant разместило его на третьем месте в рейтинге лучших фильмов серии, а в 2022 году он был внесён изданием Comic Book Resources на первое место в списке «10 лучших фильмов о боевых искусствах, которые вы никогда не видели».

## Разработка пятого фильма
В интервью для YouTube-канала Hardcore Graveyard, опубликованному 10 ноября 2020 года, Филлип Ри сообщил о разработке нового проекта, связанного с серией «Лучшие из лучших». В октябре 2023 года, присутствуя со своим братом Сайманом в студии YouTube-канала The Casuals MMA, Филлип сообщил о разработке пятого фильма, сюжет которого был написан им в духе первого. В марте 2024 года Саймон Ри в интервью YouTube-каналу Viking Samurai раскрыл подробности сюжета, сообщив, что он посвящён бойцовскому турниру в формате «2 на 2», а также добавил, что сценарий полностью готов и в продюсировании заинтересованы две компании, с которыми Филлип ведёт переговоры, чтобы получить полный творческий контроль над проектом. В том же году Филлип также упомянал о проекте в апреле в студии телеканала FOX 8 News Cleveland и в сентябре в интервью для YouTube-канала Kung fu Khronicles, а в феврале 2025 года объявил о нём на своей странице в Instagram. В мае Саймон опубликовал на своей странице в Instagram совместные фотографии с ним, его братом Филлипом и Эриком Робертсом (исполнителем соглавной роли в оригинальной ленте), которые были сделаны во время их встречи по поводу планирования пятого фильма. В августе того же года Филлип опубликовал в Instagram фото обложки сценария «Лучшие из лучших 5» (англ. Best of the Best 5) со слоганом «Чти храбрых» (англ. Honor the Brave). Авторами сценария выступили сам Филлип и Марк Немкофф.